# Holomráz (román)
Holomráz je kniha Vladimíra Preclíka z roku 1995.
Hlavními dvěma tematickými rovinami jsou síla, s níž mladý člověk překonává osudový handicap, a zároveň vůle a chtíč realizovat životní touhu. Próza Vladimíra Preclíka osciluje mezi memoáry a autobiograficky motivovanou beletrií. Hlavní poselství tkví v tom, co všechno člověk vydrží a dokáže. Próza vychází ze životních prožitků, v nichž autor odhaluje své výtvarné počátky a zdravotní problémy. 
Byť se jedná o autobiografický román, označení je nepřesné. Dějová zápletka byla na román až příliš prostá. Hrdina neprochází osudovými zvraty, ani se výrazně neproměňuje. Na jeho život stále útočí jedno a to samé – nemoc. Nejedná se o „čistý“ román a zároveň se autobiografie do značné míry beletrizuje. Proto autor zvolil spojení autobiografický román, což je dnes pro knihu signifikantní. 
Velkou pozornost autor věnuje období, kdy se potýkal s nemocí, která se stala zásadním okamžikem v jeho životě, a tím pádem i určujícím motivem jeho díla. Ačkoli Preclík píše o sobě, děj i hlavní postavy jsou vztaženy k události spjaté s chorobou a prožíváním této etapy. Důvodem není sebelítost, která by pro mnohé čtenáře mohla z příběhu vyvěrat, ale prostá skutečnost, že na život nazíral optikou nemocničních oken. Nutno dodat, že nemoc u něj propuká v době, kdy by měl být člověk na vrcholu svých sil a využívat možností mládí. Preclík však tráví veškerý čas v léčebnách. Jeho „vidění“ však není zcela zastíněno ponurou atmosférou sanatorií a do textu pronikají i humorné pasáže.  
Události, které se mezitím odehrávají mimo nemocniční svět, přicházejí ve zkreslení podobě. Pro mladého Preclíka jsou tyto okolnosti vedlejší. Stále se chce především vrátit ke svému životu, své dívce a svému mládí, jež si nechal utíkat po čas léčby. 
Razantní impuls přichází v 50. letech s možnostmi, které doba nabízí – „bude nádherné být umělcem v zemi, kde se všechno mění k lepšímu“, „všemu jsem věřil, psali to přece v novinách“. Vystřízlivění ale přichází brzy – „chtěl jsem se dívat, ale učili nás nevidět“.  
Náročné zkoušce jsou chtíc nechtíc stejně jako autor podrobeni i všichni kolem něj. Jeho první láska čelí skutečnosti, že její milý na schůzce zkolabuje a odveze ho záchranka. Následně jsou oba odloučeni. Preclík čeká v léčebnách na dopisy, které ale nepřicházejí.  
Druhá láska, kterou nazývá „černovláska“, musí ustát rady spolužaček, které ji od vztahu odrazují.  
Pozitivem pro Vladimíra Preclíka bylo, že již věděl, jak naložit se svým životem. Ve chvílích, kdy mu nemoc umožňuje se ve svém oboru realizovat, spěchá, aby dohnal čas, který ztratil. V tom se řídil Masarykovým heslem: "Pracuj, dokud tvé minuty plynou". Tlak na touhu něco dělat nebo vytvářet způsobil, že po celý život byl velmi produktivní. Svého času si neskutečně vážil jako toho nejcennějšího daru. Za jeho úsilím stojí více než padesát samostatných výstav, pět knih a také jedna založená fakulta vzbuzující úctu a někdy také závist. Můžeme se tedy zamýšlet, zdali prožitek bolesti a utrpení, nebyl svým způsobem podnětem k činorodosti. 